# Mareike Marx
Mareike Marx (* 3. September 1984 in Köln) ist eine deutsche Schauspielerin, Theaterleiterin und Intendantin des Kölner Hänneschen-Theaters.

## Werdegang
Marx studierte nach ihrem Abitur 2004 Schauspiel an der Schule des Theaters im Theater der Keller und an der Theaterakademie Köln. Sie schloss die Ausbildungsprogramme des Comedia Theater und der Studiobühne Köln ab. Daneben erhielt sie Tanz- und Gesangsunterricht. Marx trat auf zahlreichen Kölner Bühnen auf, darunter das Horizont Theater, Arkadas Theater, ArtTheater und das Theater am Sachsenring. 2011 eröffnete sie mit 26 Jahren als vermutlich jüngste Intendantin Deutschlands das Metropol Theater, ein Privattheater in der Kölner Südstadt. Seit 2015 arbeitete sie zusätzlich als Regisseurin und Schauspielerin bei den Sommerspielen auf Burg Satzvey in Mechernich-Satzvey.
Marx ist seit dem 8. November 2022 Intendantin des Hänneschen-Theaters, des Stockpuppenspieltheaters der Stadt Köln am Eisenmarkt in der Kölner Altstadt. Damit ist sie Nachfolgerin von Frauke Kämmerling, die ihren Vertrag nicht verlängert hatte.

## Auszeichnungen
Marx wurde 2023 von den Kölschen Funkentötern, dem Traditionscorps der Berufsfeuerwehr Köln, zur Ehrenbrandmeisterin ernannt; damit nach Marita Köllner und Elfi Scho-Antwerpes erst die dritte Kölnerin.